# WCT Orlando Classic 1975
Il WCT Orlando Classic 1975 è stato un torneo di tennis giocato sul cemento. È stata la 1ª edizione del torneo, che fa parte del World Championship Tennis 1975. Si è giocato ad Orlando negli Stati Uniti dal 24 al 30 marzo 1975.

## Campioni

### Singolare maschile
Rod Laver ha battuto in finale  Vitas Gerulaitis con il punteggio di 6–3 6–4

### Doppio maschile
Brian Gottfried /  Raúl Ramírez hanno battuto in finale  Colin Dibley /  Ray Ruffels con il punteggio di 6–4, 6–4